# Ścichawa
Ścichawa (prononciation [ɕt͡ɕiˈxava]) est un village de la gmina de Kluki, du powiat de Bełchatów, dans la voïvodie de Łódź, situé dans le centre de la Pologne.
Il se situe à environ 3 kilomètres au sud-est de Kluki (siège de la gmina), 9 kilomètres au sud-ouest de Bełchatów (siège du powiat) et 53 kilomètres au sud de Łódź (capitale de la voïvodie).
Sa population s'élevait à 277 habitants en 2006.

## Administration
De 1975 à 1998, le village était attaché administrativement à l'ancienne voïvodie de Piotrków.

Depuis 1999, il fait partie de la nouvelle voïvodie de Łódź.